# Маркова могила
Маркова могила е нископланински рид в Западния Предбалкан, област Плевен. По северното му подножие преминава условната граница между Западната Дунавска равнина и Западния Предбалкан.
Нископланинският рид Маркова могила се издига във външната структурна ивица на Западния Предбалкан, като се простира от запад на изток на протежение от 11 – 12 км между долините на реките Искър и Панега, а ширината му от север на юг е около 2 – 3 км. На запад и север склоновете на рида стръмно се спускат към долината на река Искър, а южните са полегати и постепенно пътъват в долината на река Панега. Билото е плоско и постепенно се понижава от запад на изток.
Най-високата точка е връх Маркова могила (285 м), издигащ се в западната част на рида, на 1,6 км северно от град Червен бряг. Изграден е от горнокредни нагънати варовити пластове на Марковата антиклинала, съпроводени с изобилие от карстови форми. Билото е обрасло с ниски храстови гори, а южното му подножие е заето от обработваеми земи.
В южното подножие на Маркова могила е разположен град Червен бряг, а по северното – село Девенци.
Покрай цялото южно и източно подножие на рида преминава участък от трасето на жп линията София – Горна Оряховица – Варна.
Покрай западния стръмен склон, на протежение от 5,1 км от Червен бряг до село Чомаковци преминава участък от третокласен път № 306 от Държавната пътна мрежа Луковит – Кнежа – Оряхово.

## Топографска карта
- Лист от карта K-35-25. Мащаб: 1 : 100 000.